# Лош утицај
Лош утицај (шп. Mala influencia) шпански је љубавни филм из 2025. у режији Клои Волас. Темељи се на истоименој причи коју је саставио Тинспирит и објавио Wattpad. Главне улоге тумаче Алберто Олмо и Елеје Рочера.

## Радња
Бивши затвореник добије нови почетак када се запосли као чувар који штити богату наследницу од вребача. Међутим, они се почну зближавати и све им је теже да се одупру хемији.

## Улоге
| Глумац       | Улога    |
| ------------ | -------- |
| Елеје Рочер  | Рис      |
| Алберто Олмо | Ерос     |
| Селам Ортега | Барбара  |
| Фарид Бехара | Дијего   |
| Мирела Балић | Пејтон   |
| Мар Исерн    | Карол    |
| Сара Арињо   | Лили     |
| Клара Чајн   | Аријадна |
| Фер Фрага    | Раул     |
| Енрике Арсе  | Брус     |